# Старий Тартас
Старий Тартас (рос. Старый Тартас) — село у Венгеровському районі Новосибірської області Російської Федерації.
Входить до складу муніципального утворення Новотартаська сільрада. Населення становить 298 осіб (2010).

## Історія
Згідно із законом від 2 червня 2004 року органом місцевого самоврядування є Новотартаська сільрада.

## Населення
| 1996 | 2002 | 2007 | 2010 |
| ---- | ---- | ---- | ---- |
| 339  | ↘306 | ↘304 | ↘298 |